# Crematogaster isolata
Crematogaster isolata är en myrart som beskrevs av William F. Buren 1968. Crematogaster isolata ingår i släktet Crematogaster och familjen myror. Inga underarter finns listade i Catalogue of Life.

## Bildgalleri

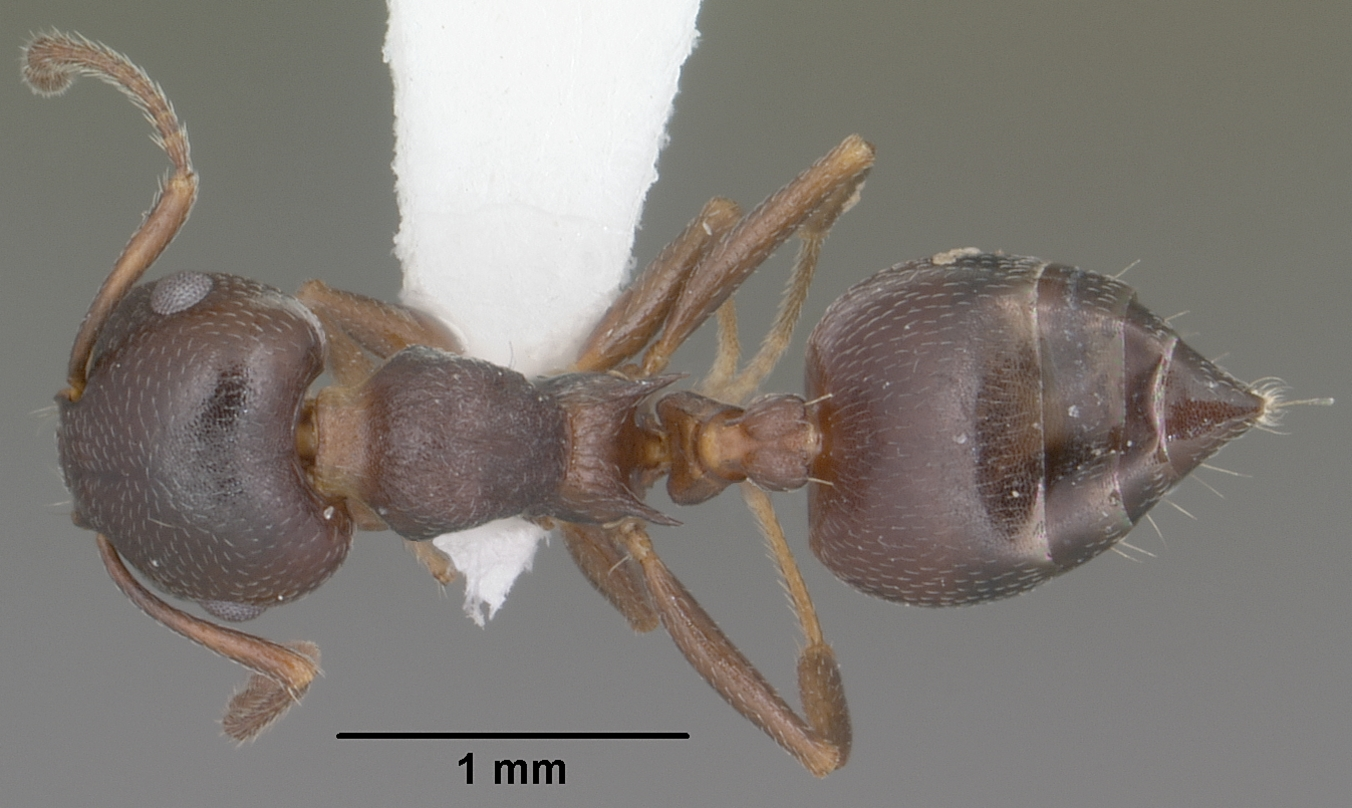
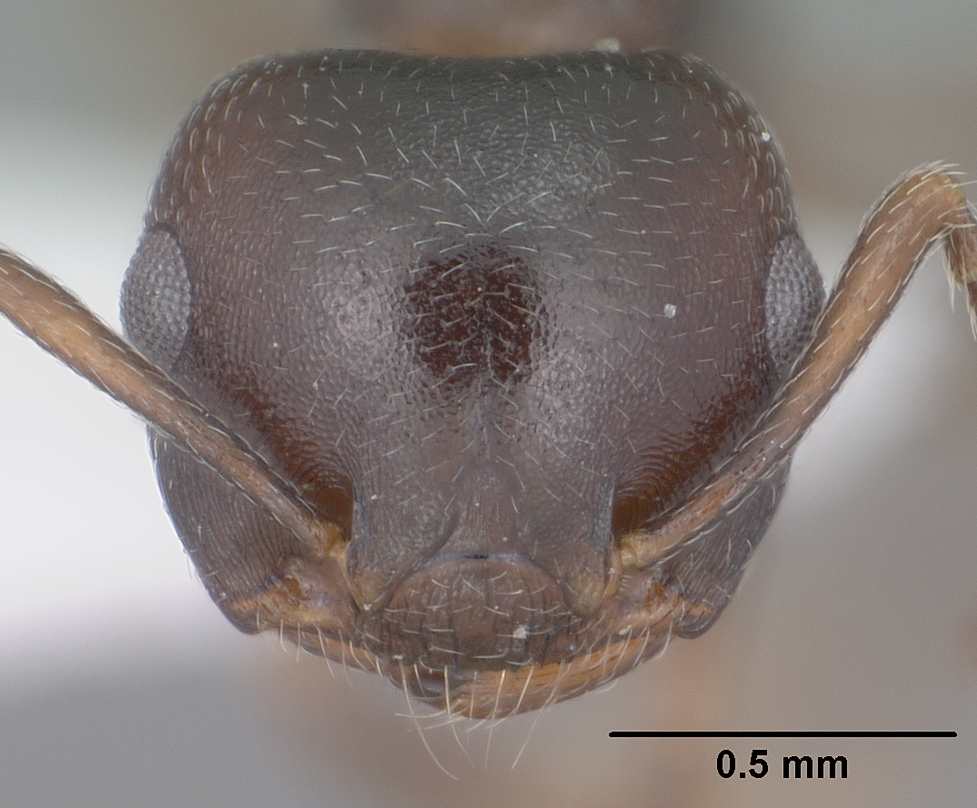
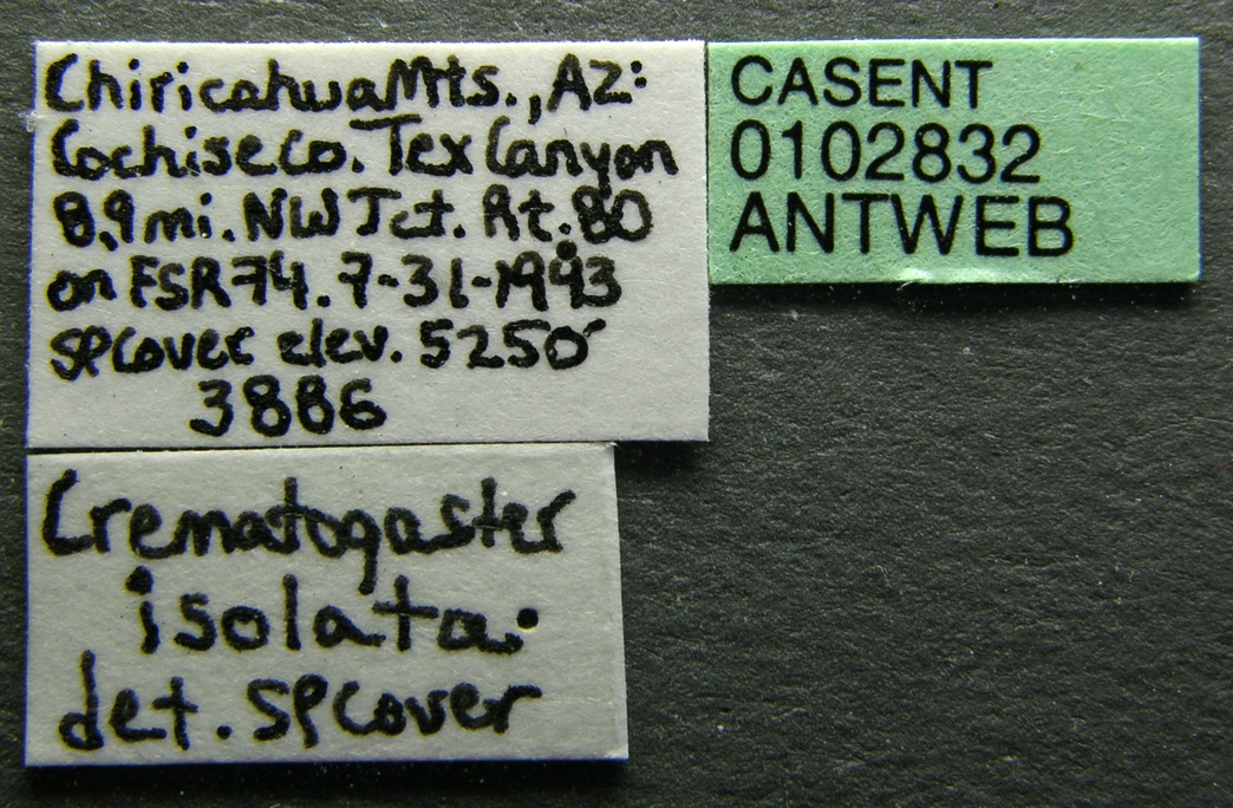
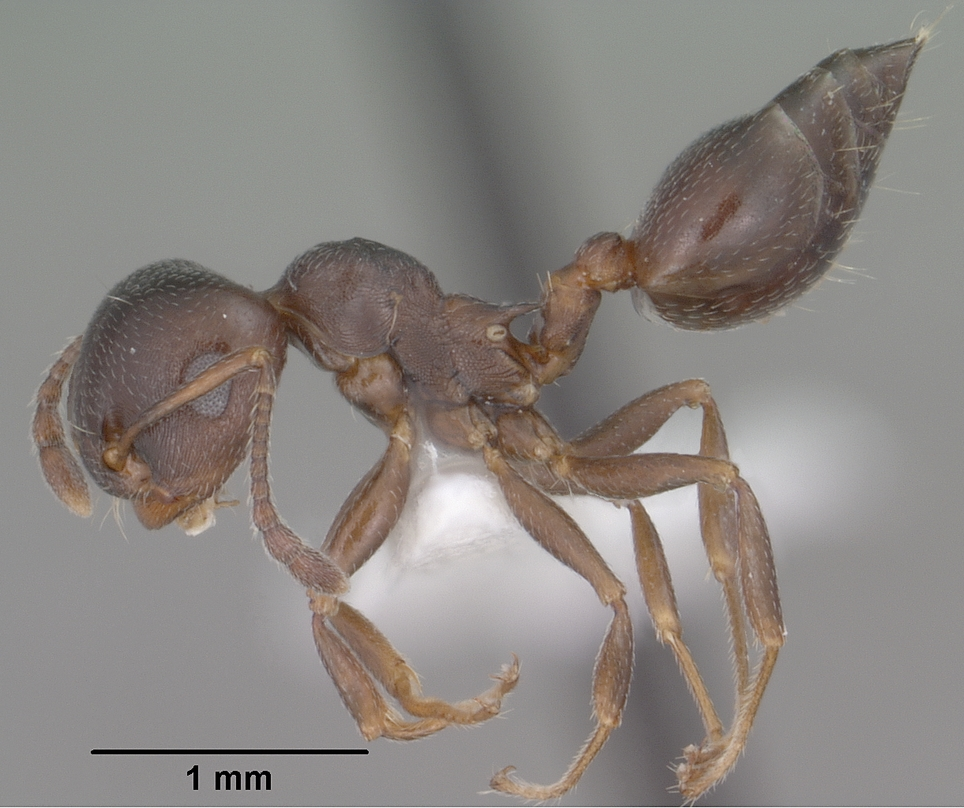